# Iglesia de la Inmaculada (Linares de Mora)

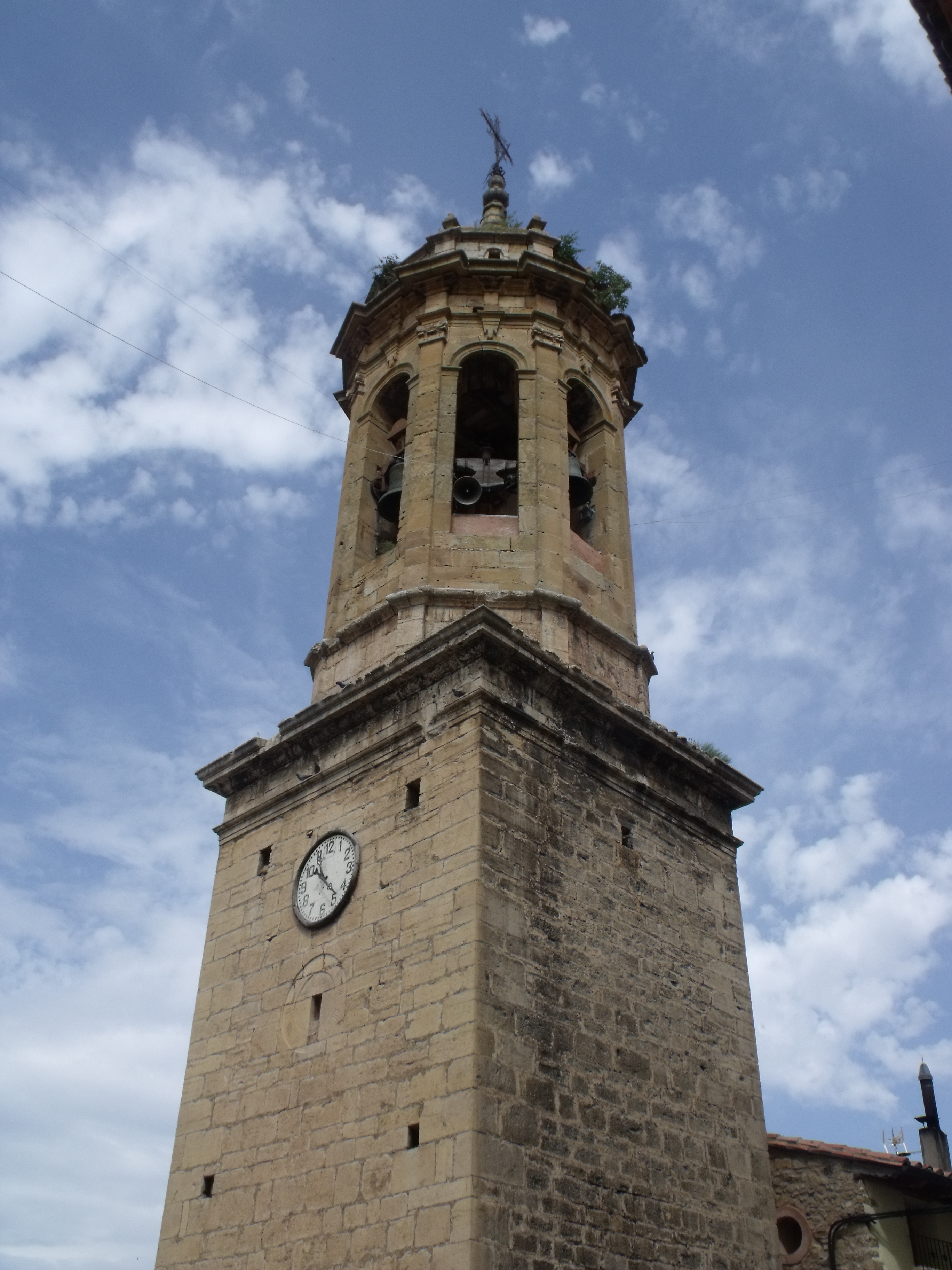
Campanario

La iglesia de la Inmaculada de Linares de Mora (Teruel, España) es una construcción del siglo XVIII (1785-1795) realizada, según trazas del maestro Martín de la Aldehuela, en mampostería enlucida y combinada con sillar en los ángulos y marcos de los vanos (éstos enlucidos en rojo). 
Al exterior se presenta como un volumen compacto, aunque al interior se halla dividida en tres naves, de mayor altura la central, pero que han sido igualadas gracias a la construcción de una cámara sobre las laterales. Asimismo cuenta con un crucero cubierto con cúpula. La cabecera es semicircular al interior, aunque recta al exterior, y se halla integrada por el espacio central de la Capilla Mayor, en la que se sitúa un gran baldaquino cobijando la imagen de la Inmaculada, y dos capillas laterales (la de la derecha, con uso de sacristía). 
Interiormente la decoración barroca clasicista consiste en pinturas murales, principalmente en las bóvedas de cañón con lunetos que cubren la nave central, pequeños motivos en estuco y un enlucido en tonos pastel. 
La fachada principal, muy sobria, también se encuentra dividida en tres partes, reflejo de la distribución interior. 
Frente al hastial occidental y exenta, se alza la torre campanario de tres cuerpos; es de planta cuadrada el primero y octogonales los dos últimos, al igual que el chapitel de remate Su estado de conservación es bueno.